# 蘇楞額
蘇楞額（1742年—1827年），字智堂，辉发那拉氏，内务府滿洲正白旗人，清朝官员，官至工部尚書。
曾任镶红旗满洲副都统、工部右侍郎。嘉慶十四年六月甲寅，接替緼布，擔任清朝工部尚書。道光初，因修裕陵不慎，和莊親王綿課、戴均元被罰，革去工部尚書，由秀林接任。

## 家族
- 子：刑部郎中蘇塞山
- 孫：內務府郎中那興阿，字允東、又字蘭汀，道光十七年温州知府，著《山左皇華集》、《嗜此味斋诗稿》，和龔自珍交好。龔自珍曾遊其北京海淀蘇園（即祖父蘇楞額宅），並贈詩《題蘭汀郎中園居三十五韻》。嘉慶十六年，簡親王傅喇塔後裔奉國將軍宗室成英，即宗室德魯之孫，都統興兆之侄，將地賣與那興阿。
- 同族：蘇楞額為熱河都統麒慶的從堂高叔祖，為道光帝和妃從堂叔祖，和妃兄弟延庚考取舉人記為蘇楞額佐領下人。
- 姻親：尚書托恩多，蘇楞額從侄孫女和妃之子奕緯，即道光長子，其騎射師傅桂明正是蘇楞額姻親托恩多之孫。